# Heinrich Escher (Politiker, 1713)

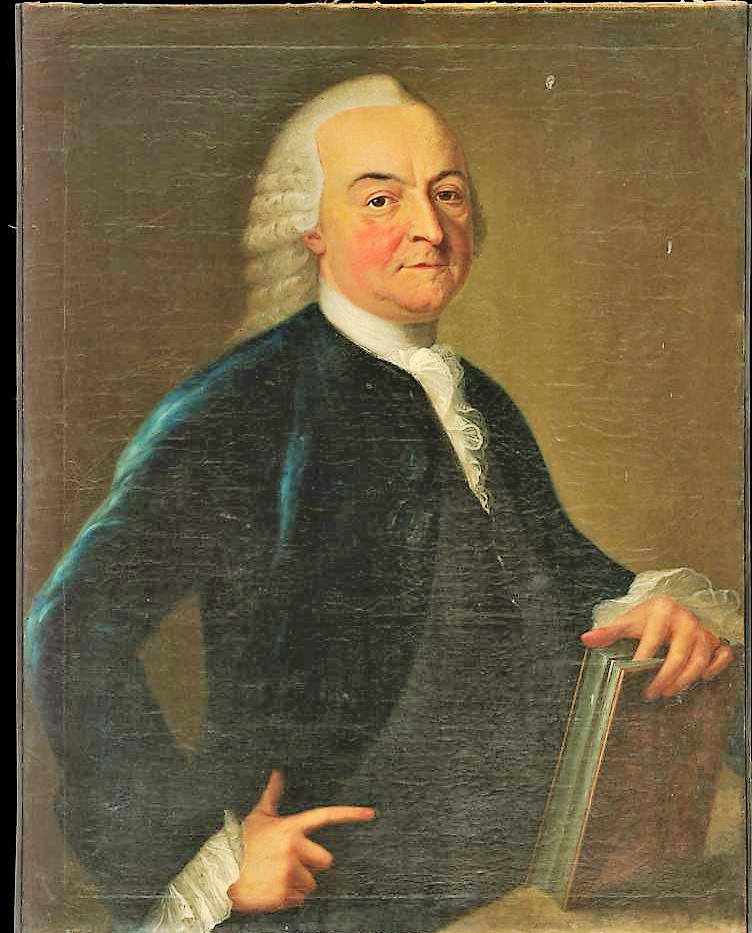
Alexander Speissegger: Heinrich Escher vom Glas (Zentralbibliothek Zürich)

Heinrich Escher vom Glas (* 6. Mai 1713 in Zürich; † 4. September 1777 ebenda) war ein Schweizer Politiker und eine Militärperson.
Escher wurde 1737 Rittmeister und 1743 Mitglied des Stadtgerichts Zürich, sass ab 1746 im Grossen Rat von Zürich und war von 1760 bis 1777 Zunftmeister zur Meisen, sowie ab 1761 Statthalter. Von 1746 bis 1747 war er Vogt im Thurgau, und von 1748 bis 1750 Oberst im Regiment Budé in Holland, von 1752 bis 1760 im Regiment Lochmann in Frankreich. Escher war häufig Gesandter, zum Beispiel 1760  nach Genf. Von 1775 bis 1777 handelte Escher als Gesandter des Vororts gemeinsam mit dem Zürcher Bürgermeister Hans Conrad Heidegger ein neues Bündnis mit Frankreich aus. Als Vorsteher des Almosenamts (das er ab 1760 bekleidete) liess er 1771 das Zürcher Waisenhaus bauen.